# De legende der dorre gewesten
De legende der dorre gewesten is een fantasystripreeks geschreven door Bruno Chevalier en getekend door Thierry Ségur. De reeks bestaat uit drie verhalen, waarvan het eerste deel in 1987 verscheen.

## Inhoud
De drie delen verhalen over de queeste van Noren de kwabolt, Firifin de dief en Morkai de barbaarse krijger, die op zoek zijn naar een nieuwe koning voor de kwabolten in het domein van Alkibar. Op deze queeste raken zij betrokken in de meedogenloze strijd tussen de Machten die de wereld hebben gevormd. Zij beleven spannende avonturen met bizarre monsters en kwaadaardige strijders.

## Albums
| Nummer | Titel                    | Verschenen |
| ------ | ------------------------ | ---------- |
| 1      | Het domein van Alkibar   | 1987       |
| 2      | Het land der mijmeringen | 1989       |
| 3      | Het bloed der koningen   | 1992       |